# Џејмс М. Бјукенан
Џејмс Макгил Бјукенан (енгл. James McGill Buchanan; Марфрисборо, 3. октобар 1919 — Блексбург, 9. јануар 2013) био је амерички економиста, добитник Нобелове награде.
Школовао се у родном Тенесију, а докторирао је на Универзитету у Чикагу 1948. године. Углавном је предавао на јужним, мање познатим америчким универзитетима, а најдуже на Џорџ Мејсону (1969—1988).
Један је од оснивача (са Џефријем Талоком) теорије јавног избора, која представља економску анализу политичких процеса, односно проширење економске методологије на политичке науке. За економску науку, ова теорије је важна стога што уводи скептичан поглед на државу, односно замењује раније доминирајућу слику државе и политичара као добронамерних актера реалистичнијом сликом политичара као себичних појединаца који покушавају да искористе државу за своје циљеве. У многим другим радовима анализирао је границе слободе појединца и границе државне интервенције, укључујући и питања конституционалних темеља друштва и државе, где је заступао либералну позицију.
Нобелову награду за економију добио је 1986. године „за његов развој уговорне и конституционалне основе за теорију економског и политичког одлучивања“.
Најважније књиге:
- Рачун сагласности (са Џ. Талоком, The Calculus of Consent, 1962)
- Јавне финансије у демократском процесу (Public Finance in Democratic Process, 1967)
- Границе слободе (The Limits of Liberty, 1975)